# 2-й Офицерский генерала Маркова полк

Флаг полка

2-й Марковский полк (2-й Офицерский генерала Маркова полк) — воинское подразделение в составе частей Вооружённых сил Юга России и Русской армии Врангеля в августе 1919 — октябре 1920 годов, принимавшее участие в Гражданской войне в России.
Создан приказом 25 июля 1919 и окончательно сформирован 27 августа 1919 года в Харькове на базе 4-го и запасного батальонов и офицерского кадра 7-й роты Марковского полка. Полк вошёл в состав 1-й пехотной дивизии, с 14 (27) октября 1919 года — в состав Марковской дивизии.
Командиры полка:
- полковник А. А. Морозов (25 июля — 13 октября 1919) (был ранен в бою под Ельцом)
- капитан Д. В. Образцов (13 октября — 2 ноября 1919) (убит в бою под селом Касторное)
- капитан Н. Н. Перебейнос (врио, 2-12 ноября 1919)
- капитан В. В. Крыжановский (врио, 12-14 ноября 1919)
- капитан Луцкалов (врио, 14-21 ноября 1919)
- полковник Данилов (врио, 21 ноября — 18 декабря 1919)
- капитан Н. Н. Перебейнос (врио, 22 декабря 1919 — 6 января 1920)
- полковник И. П. Докукин (6 января — 10 марта 1920)
- полковник Д. А. Слоновский (10 марта — 6 июня 1920)
- генерал-майор Г. П. Гаттенбергер (6 июня — 29 июля 1920) (убит под Большим Токмаком)
- генерал-майор Ю. К. Гравицкий (29 июля — октябрь 1920)
- полковник В. В. Кудревич (врио, октябрь 1920)

Командиры батальонов:
- капитан Попов
- полковник Грекалов (убит)
- полковник Замаруев (убит)
- полковник П. А. Агабеков

Командиры рот:
- поручик Шумаковский (убит)
- поручик Делюденко (убит)
- капитан Костенко
- капитан Ю. А. Рейнгардт
- капитан С. Н. Керн